# Lista das maiores ilhas do Brasil
O Brasil conta com diversas ilhas ao longo de sua costa. Algumas das maiores ilhas, como a Ilha do Marajó e Ilha do Bananal .

## Lista
| Posição | Nome                         | Area km²      | População | Estado            |
| ------- | ---------------------------- | ------------- | --------- | ----------------- |
| 1º      | Ilha do Marajó               | 40 100 km²    | 533 397   | Pará              |
| 2º      | Ilha do Bananal              | 20 000 km²    | 15 000    | Tocantins         |
| 3º      | Upaon-Açu                    | 1 410,015 km² | 1 408 397 | Maranhão          |
| 4º      | Ilha de Santa Catarina       | 424,4 km²     | 461 524   | Santa Catarina    |
| 5º      | Ilha de Tinharé              | 400 km²       | ?         | Bahia             |
| 6º      | Ilha de São Sebastião        | 346 km²       | 26 011    | São Paulo         |
| 7º      | Ilha de São Francisco do Sul | 327 km²       | 40 030    | Santa Catarina    |
| 8º      | Ilha Grande                  | 193 km²       | 5 000     | Rio de Janeiro    |
| 9º      | Ilha Comprida                | 188 km²       | 10 090    | São Paulo         |
| 10º     | Ilha de Itaparica            | 146 km²       | 58 000    | Bahia             |
| 11º     | Ilha de Santo Amaro          | 143 km²       | 304 274   | São Paulo         |
| 12º     | Ilha do Cardoso              | 135 km²       | 470       | São Paulo         |
| 13º     | Ilha de Itamaracá            | 67 km²        | 25 789    | Pernambuco        |
| 14º     | Ilha de São Vicente (Brasil) | 57,4 km²      | 700 000   | São Paulo         |
| 15º     | Ilha de Vitória              | 43 km²        | 322 869   | Espírito Santo    |
| 16º     | Ilha do Governador           | 43 km²        | 450 000   | Rio de Janeiro    |
| 17º     | Ilha dos Marinheiros         | 39,28 km²     | 1 400     | Rio Grande do Sul |
| 18º     | Ilha de Maracá               | 30 km²        | ?         | Amapá             |
| 19º     | Fernando de Noronha          | 17 km²        | 3 108     | Pernambuco        |
| 20º     | Trindade e Martim Vaz        | 9,2 km²       | ?         | Espírito Santo    |
| 21º     | Ilha da Restinga             | 5 km²         | ?         | Paraíba           |
| 22º     | Ilha dos Valadares           | 2,8 km²       | 22 000    | Paraná            |